# Chaumont (Italie)
Pour les articles homonymes, voir Chaumont.
Chaumont (en italien Chiomonte) est une commune italienne, située dans la ville métropolitaine de Turin en région Piémont.

## Géographie

### Situation
Chaumont se trouve à 750 m d'altitude, sur la rive droite de la Doire Ripaire, à environ 60 km à l'ouest de Turin, dans la haute vallée de Suse.

### Hameaux

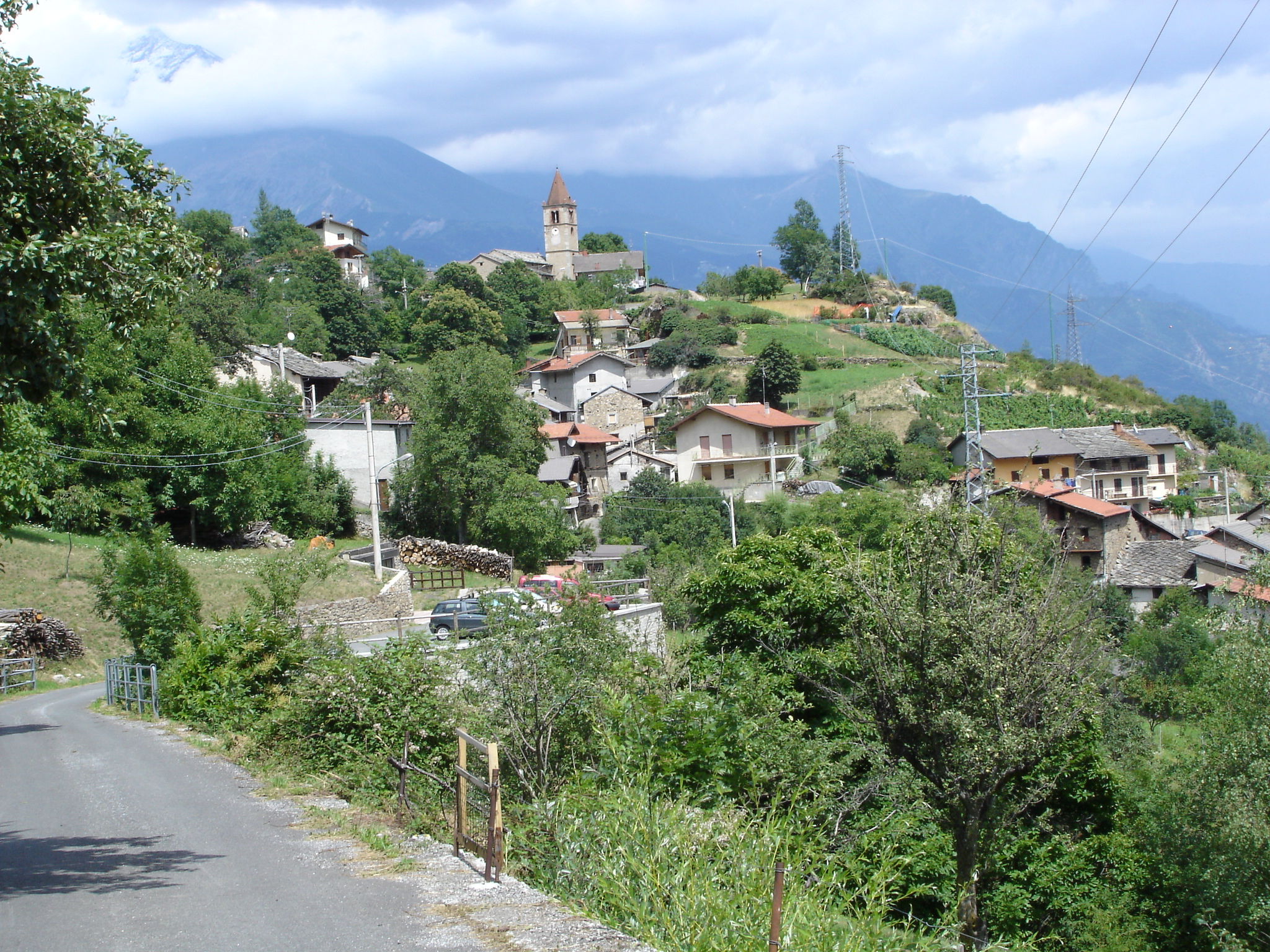
Le village de Ramats

La commune comprend les hameaux de Ramats, sur le versant gauche de la Doire, et de Frais, station de ski située à 1 500 m d'altitude.

## Toponymie
La commune se nomme Chiomonte en italien, Chaumont en français et en occitan (Cháumount dans la norme de l'école du Pô) et Cimon en piémontais.
La langue traditionnelle de Chaumont est l'occitan, comme dans le reste des vallées occitanes d'Italie.

## Histoire
À l'origine, le centre habité se trouvait sur la rive opposée de la rivière, où l'on trouve des restes préhistoriques et celtiques. Mais dès l'époque romaine, le centre se déplace du côté actuel. Devenue française (sa devise, en français, est « Jamais sans toi ») Chaumont devient la frontière entre le territoire de Savoie, comprenant le Piémont, et celui des Escartons du Briançonnais qui appartenaient au Dauphiné et au royaume de France . 
Les Hospitaliers se sont implantés à Chaumont mais ils ont échangé cette commanderie en 1240 contre les possessions des Augustins de Saint-Laurent d'Oulx près d'Ardes (La Rivière l'Évêque) et à Cisternes-la-Forêt.  
En 1629, le roi de France Louis XIII et le cardinal de Richelieu séjournèrent à Chaumont lors de la guerre de succession de Mantoue avant la bataille du Pas de Suse (6 mars 1639).  
Le 24 août 1689, lors de leur retour vers les vallées du Piémont en provenance de Suisse (Glorieuse Rentrée), les protestants Vaudois sont passés sur les hauteurs de Chaumont . 
En 1713, la communauté devient savoyarde, avec le traité d'Utrecht, puis sarde en 1720, comme le reste de la vallée.

## Politique et administration
| Période                                  | Période  | Identité             | Étiquette     | Qualité |
| ---------------------------------------- | -------- | -------------------- | ------------- | ------- |
| 2004                                     | 2014     | Renzo Augusto Pinard | Liste civique |         |
| 2014                                     | 2019     | Silvano Ollivier     | Liste civique |         |
| 2019                                     | en cours | Roberto Garbati      | Liste civique |         |
| Les données manquantes sont à compléter. |          |                      |               |         |

## Population et société

### Évolution démographique
Habitants recensés

## Culture et patrimoine

### Lieux et monuments
- Église

### Personnalités liées à la commune
- Giorgio Des Geneys (1761 - 1839), amiral
- Valentin Morel (1761 - 1834), lapidaire, orfèvre. Fils de Jean-Pierre Maurel et Angélique Thérèse Ronsil[6]. Né à Chiomonte en 1761, parti s'installer à Paris vers 1788, décédé à Paris en 1834. Son fils Jean-Valentin Morel (1794 - 1860) fut un joaillier, orfèvre, lapidaire des plus réputés du 19e siècle, tant à Paris qu'à Londres.